# ハンニバル・メイブリ
ハンニバル・メイブリ（Hannibal Mejbri, 2003年1月21日 - ）は、フランス・イヴリー＝シュル＝セーヌ出身のサッカー選手。EFLチャンピオンシップ・バーンリーFC所属。チュニジア代表。ポジションはミッドフィールダー。「メイブリ」と表記されることがあるが、本人の実際の発音に近いのは「メジブリ」である。

## 経歴

### クラブ
2009年、パリFCに加入。2016年には既にマンチェスター・ユナイテッド、マンチェスター・シティ、リヴァプール、アーセナルなどイングランドの複数クラブからスカウトされていたことが報じられている。2019年8月11日、プレミアリーグのマンチェスター・ユナイテッドはウェブサイトで、メイブリが当時所属していたモナコと、彼との契約合意に達したと発表した。移籍金は約500万ユーロとされているが、1000万ユーロに達しているとも言われている。2020-21シーズンには17歳ながらU-23チームに定着し、プレミアリーグ2では20試合の出場で4ゴール・8アシストを記録した。その活躍が認められ、2021年5月23日のプレミアリーグ最終節・ウルヴァーハンプトン・ワンダラーズ戦でトップチームデビューを果たした。
2022年8月29日、バーミンガム・シティへの期限付き移籍が発表された。
2024年1月15日、2023-24シーズン終了時までセビージャFCへ買取オプション付きの契約でレンタル移籍することが決定した。
2024年8月28日、バーンリーFCに4年契約で移籍した。

### 代表
U-16フランス代表、U-17フランス代表としてプレーした。2021年5月、チュニジア代表に初招集。同年6月5日、コンゴ民主共和国戦でA代表デビューを飾った。

## 個人成績
2024年1月10日現在
| クラブ                            | シーズン     | リーグ戦              | リーグ戦 | リーグ戦 | 国内カップ | 国内カップ | リーグカップ | リーグカップ | 国際大会 | 国際大会 | その他 | その他 | 合計 | 合計 |
| クラブ                            | シーズン     | ディヴィジョン        | 出場     | 得点     | 出場       | 得点       | 出場         | 得点         | 出場     | 得点     | 出場   | 得点   | 出場 | 得点 |
| --------------------------------- | ------------ | --------------------- | -------- | -------- | ---------- | ---------- | ------------ | ------------ | -------- | -------- | ------ | ------ | ---- | ---- |
| マンチェスター・ユナイテッド U-21 | 2020-21      | -                     | -        | -        | -          | -          | -            | -            | -        | -        | 4      | 1      | 4    | 1    |
| マンチェスター・ユナイテッド U-21 | 2021-22      | -                     | -        | -        | -          | -          | -            | -            | -        | -        | 1      | 0      | 1    | 0    |
| マンチェスター・ユナイテッド U-21 | クラブ通算   | クラブ通算            | -        | -        | -          | -          | -            | -            | -        | -        | 5      | 1      | 5    | 1    |
| マンチェスター・ユナイテッド      | 2020-21      | プレミアリーグ        | 1        | 0        | 0          | 0          | 0            | 0            | 0        | 0        | -      | -      | 1    | 0    |
| マンチェスター・ユナイテッド      | 2021-22      | プレミアリーグ        | 2        | 0        | 0          | 0          | 0            | 0            | 0        | 0        | -      | -      | 2    | 0    |
| マンチェスター・ユナイテッド      | 2023-24      | プレミアリーグ        | 5        | 1        | 1          | 0          | 2            | 0            | 2        | 0        | -      | -      | 10   | 1    |
| マンチェスター・ユナイテッド      | クラブ通算   | クラブ通算            | 8        | 1        | 1          | 0          | 2            | 0            | 2        | 0        | -      | -      | 13   | 1    |
| バーミンガム・シティ (loan)       | 2022-23      | EFLチャンピオンシップ | 38       | 1        | 3          | 0          | -            | -            | -        | -        | -      | -      | 41   | 1    |
| キャリア通算                      | キャリア通算 | キャリア通算          | 46       | 2        | 4          | 0          | 2            | 0            | 2        | 0        | 5      | 1      | 59   | 3    |

## 代表歴

### 出場大会
- チュニジア代表
  - 2022 FIFAワールドカップ

### 試合数
- 国際Aマッチ 27試合 0得点（2021年-）[9]

| チュニジア代表 | 国際Aマッチ | 国際Aマッチ |
| 年             | 出場        | 得点        |
| -------------- | ----------- | ----------- |
| 2021           | 9           | 0           |
| 2022           | 11          | 0           |
| 2023           | 7           | 0           |
| 2024           |             |             |
| 通算           | 27          | 0           |